# Thomas Ranft (Grafiker)

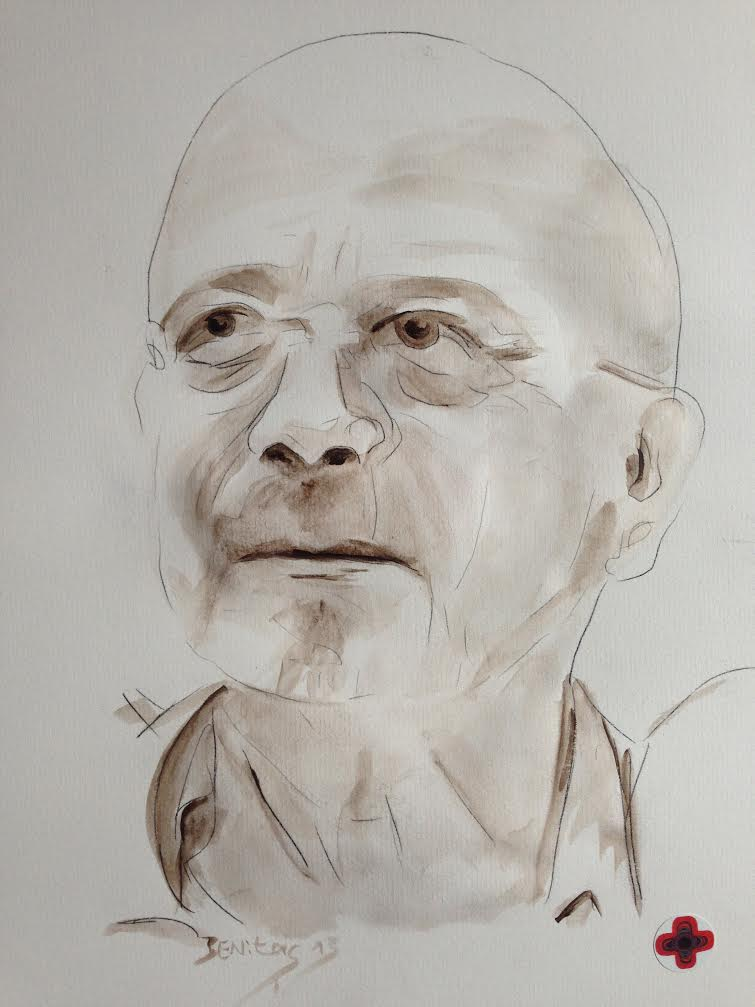
Porträt von Thomas Ranft (2013) angefertigt von der Künstlerin Benita Martin mittels einer besonderen und rechtlich geschützten (dreidimensionalen) Maltechnik namens Ada Dimensionsmalerei

Thomas Ranft (* 11. Januar 1945 in Königsee) ist ein deutscher Grafiker und Drucker.

## Leben und Werk
Ranft absolvierte ab 1961 eine Lehre als Baumschulgärtner und arbeitete bis 1966 in Weimar und Markkleeberg in seinem Beruf. 1966/1967 war er Werbe- und Sachbearbeiter an den Städtischen Theatern Leipzig. Daneben besuchte er die Abendakademie an der Hochschule für Grafik und Buchkunst Leipzig (HGBK).
Von 1967 bis 1972 studierte er bei Heinz Wagner und Hans Mayer-Foreyt an der HGBK. Danach arbeitete er in Karl-Marx-Stadt als freischaffender Grafiker.
1975 nahm er an den Pleinairs in Ahrenshoop und auf Hiddensee teil. Es entstand ein 8-mm-Schmalfilm, den er zusammen mit Michael Morgner und dem Fotografen Ralf-Rainer Wasse drehte.
Auf seine Initiative und Ideen hin gründete er 1977 zusammen mit Carlfriedrich Claus, Michael Morgner, Dagmar Ranft-Schinke und Gregor-Torsten Schade die Künstlergruppe und Produzentengalerie Clara Mosch (1977–1982) in Adelsberg, einem Stadtteil von Karl-Marx-Stadt/Chemnitz.
Im Rahmen seiner künstlerischen Tätigkeit nahm Ranft hin und wieder Druckaufträge entgegen. Unter anderem für Horst Sagert, Harald Naegeli, Gerhard Altenbourg oder seinen Künstlerkollegen der Clara Mosch.
1985 begegnete er erstmals Ernst Jandl. Später illustrierte er Jandls Werk der beschriftete sessel.
Von 1986 bis 1989 übte er eine Lehrtätigkeit an der Fachschule für angewandte Kunst in Schneeberg aus. Er hatte in der Zeit der DDR im In- und Ausland eine große Zahl von Einzelausstellungen und Ausstellungsbeteiligungen, u. a. 1977/1978 und 1982/1983 an der VIII. und IX. der Kunstausstellung der DDR in Dresden.
Ranft war bis 1990 Mitglied des Verbands Bildender Künstler der DDR. Seit 1993 ist er Mitglied der Freien Akademie der Künste zu Leipzig. Er ist Gründungsmitglied des Vereins „Kunst für Chemnitz“.
Ranft lebt und arbeitet in Dittersdorf. Er war mit Dagmar Ranft-Schinke verheiratet.

## Personalausstellungen (unvollständig)
- 2022: Chemnitz, Neue Sächsische Galerie („werch ein illtum.“ Druckgrafische Zyklen zu literarischen Werken von Friedrich Hölderlin, Ernst Jandl und Rainer Maria Rilke)
- 2020/2021 Schlossbergmuseum Chemnitz („Allegorie. Grafiken zu Gedichten von Rainer Maria Rilke“)

- 2019 Galerie Profil, Weimar
- 2017 Kunsttempel, Kassel
- 2017 Galerie am Hirschgarten, Erfurt
- 2015 Kunstsammlungen Chemnitz
- 2013 Hölderlinturm, Tübingen
- 2010 Galerie am Sachsenplatz, Leipzig
- 2010 Kunstraum, Frankfurt a. M.
- 2009 Kunsthalle Schweinfurt
- 2008 Edition Staeck, Heidelberg; H.P.-Projekt, Dresden; Galerie Weibel, Basel
- 2007 Galerie Nathalia Laue | Galerie & Edition, Frankfurt/ Main
- 2003 Galerie Barthel+Tetzner, Berlin; Galerie Oben, Chemnitz
- 2002 Galerie 5ünf Sinne, Halle
- 2001 Goethe-Institut, New York
- 2000 Galerie Barthel+Tetzner, Berlin
- 1999 Galerie Oben, Chemnitz
- 1998 Galerie art-in, Meerane
- 1997 Lindenau-Museum, Altenburg; Städtische Kunstsammlungen, Chemnitz
- 1996 Galerie Stefan Röpke, Köln; Jürgen-Ponto-Stiftung, Frankfurt/M.
- 1995 Galerie Oben Chemnitz
- 1994 Galerie Gunar Barthel, Berlin
- 1993 Galerie Barthel+Tetzner, Köln
- 1992 Galerie Gunar Barthel, Berlin; Galerie für originale Druckgraphik, Zürich (Schweiz)
- 1991 Galerie im Cranachhaus, Weimar
- 1990 Galerie Catarina Maurer, Bern (Schweiz)
- 1987 Galerie Oben, Karl-Marx-Stadt, Galerie Erph, Erfurt
- 1985 Kunsthalle Hamburg; Galerie Villa de Crohn, Bremen; Galerie H.Schneider, Horgen(Schweiz)
- 1982 Galerie Mitte, Dresden
- 1981 Klub der Intelligenz „Pablo Neruda“, Karl-Marx-Stadt
- 1980 Galerie am Sachsenplatz, Leipzig
- 1979 Galerie Arkade, Berlin
- 1977 Eröffnungsausstellung von Clara Mosch
- 1976 Bunte Stube, Ahrenshoop
- 1975 Kulturbund-Galerie, Magdeburg
- 1974 Galerie Kunst der Zeit, Weimar
- 1973 Galerie Oben, Karl-Marx-Stadt
- 1971 Kunstkabinett, Leipzig

## Auszeichnungen
- 2024 Bundesverdienstkreuz am Bande[2]
- 2003 Hans-Theo-Richter-Preis, Sächsische Akademie der Künste, Dresden
- 1993 Bayerischer Filmpreis für „Die schöpferische Zersetzung“, Dokumentarfilm über Clara Mosch
- 1980 Medaille auf der Biennale, Frechen
- 1976 II. Biennale de Gravure, Mulhouse: Preis der Stadt Mulhouse
- 1975 Medaille auf VII. Biennale, Malbork (Polen)
- 1973 Preis des Ministeriums für Kultur der CSSR auf der 1. Quadriennale in Banska Bystrica

## Arbeiten im öffentlichen Besitz (Auswahl)
Kupferstichkabinette und Zeichnungssammlungen von Museen in Dresden, Berlin, Chemnitz, Altenburg, Leipzig, Halle, Frankfurt/ O., Rostock, Weimar, Schwerin, Stendal, München, Basel, Paris, New York, Bratislava sowie in den Akademien der Wissenschaften in Berlin, Dresden und Jena.

## Publizierte Grafiken (Auswahl)
- 1975 „Der Mann vom Anti“, Utopische Erzählungen, Verlag Neues Leben, Berlin, 14 reproduzierte Radierungen von T. Ranft
- 1979 „Spuren“, 10 Radierungen, Mappe, Akademie der Wissenschaften, Berlin/ Buch
- 1983 „Gavrinis“, 10 Radierungen, Mappe, Edition Eikon-Presse, Verlag der Kunst, Dresden
- 1984 „die ähnlichkeit mit deinen augen“, Künstlerbuch mit lithografierten Bildtexten von Andreas Koziol
- 1986 „Reflexionen II“, Künstlerbuch, 11 Radierungen, eigene Texte, Herausgeber: Jens Henkel,  Karl-Marx-Stadt
- 1989 „Der Narr und seine Wunden“, 13 Kaltnadelradierungen, Mappe, Eigenedition
- 1990 „Amiticia“, Dokumentation der Freundschaft zwischen T. Ranft und J. Wenke
- 1991 „Ameticia“, Grafik und Text von T. Ranft, Text und Gestaltung J. Wenke
- 1991 Ernst Jandl: Der beschriftete Sessels. Gedichte, 20 Radierungen von T. Ranft
- 2002 „InSicht“, Grafikmappe
- 2005 „Nebelhüllen“, Grafikmappe zu Goethes „Faust II“
- 2008 „H.P.: Das Rätsel“, Künstlerbuch im Offsetdruck, Herausgeber: J. Wenke, Städtische Galerie Dresden
- 2012 „Hyperion“, zwei Grafikmappen mit je 11 Radierungen, erschienen im Auftrag der Hölderlin-Gesellschaft
- 2019 „Allegorie I“, „Allegorie II“, zwei Grafikmappen mit je 11 Radierungen zum Thema Rilke